# Gush Katif
Gush Katif (em hebraico:  גוש קטיף, literalmente "bloco da colheita") foi um bloco de 17 assentamentos judeus situado no sul da Faixa de Gaza. Gush Katif confinava ao sul com Rafah e a fronteira egípcia, a  leste com Khan Yunis, a nordeste com Dayr al-Balah e a oeste e noroeste com o mar Mediterrâneo. 
Em agosto de 2005, durante o governo de Ariel Sharon, o Exército de Israel retirou 8.000 colonos judeus de Gush Katif e, em seguida, demoliu suas casas, em cumprimento ao Plano de retirada unilateral de Israel, cujo objetivo era a remoção de toda presença permanente de Israel da Faixa de Gaza. O território de Gush Katif foi transferido aos palestinos.